# چیچوو
چیچوو (به بلغاری: Chichevo) یک منطقهٔ مسکونی در بلغارستان است که در شهرستان کیرکوفو واقع شده‌است.